# Ясениця (Свентокшиське воєводство)
Ясениця (пол. Jasienica) — село в Польщі, у гміні Лонюв Сандомирського повіту Свентокшиського воєводства.
Населення — 385 осіб (2011).
У 1975-1998 роках село належало до Тарнобжезького воєводства.

## Демографія
Демографічна структура на день 31 березня 2011 року:
|          | Загалом | Допрацездатний вік | Працездатний вік | Постпрацездатний вік |
| -------- | ------- | ------------------ | ---------------- | -------------------- |
| Чоловіки | 185     | 43                 | 123              | 19                   |
| Жінки    | 200     | 51                 | 121              | 28                   |
| Разом    | 385     | 94                 | 244              | 47                   |